# Antoni Ponikowski
Antoni Ponikowski (29. května 1878 Siedlce – 27. prosince 1949 Varšava) byl polský politik a geodet. V letech 1920–1921 byl premiérem Polska. Již v roce 1918 byl předsedou vlády válečného Polského království. Byl rovněž ministrem pro náboženské vyznání a osvětu (1917–1918, 1921–1922) a ministrem kultury a umění (1921–1922). V letech 1921–1922 a 1923–1924 byl rektorem Varšavské technické univerzity (Politechnika Warszawska), od roku 1916 byl na této univerzitě profesorem zeměměřictví. Nejprve byl členem Národně demokratické strany, po první světové válce Křesťanské demokracie (Polskie Stronnictwo Chrześcijańskiej Demokracji). Byl jedním z tvůrců polského meziválečného vzdělávacího systému.
Vystudoval stavební inženýrství na Varšavské technické univerzitě, absolvoval v roce 1903. V roce 1916 se stal městským radním ve Varšavě. V roce 1917 byl členem Prozatímní státní rady. V letech 1925-1939 a 1945-1949 byl prezidentem Výboru Průmyslového a zemědělského muzea ve Varšavě a v letech 1925–1927 byl prezidentem Hlavní rady Národní protivzdušné obrany. V listopadu 1930 byl zvolen do Sejmu. V březnu 1935 se vzdal poslaneckého mandátu a stáhl se z politického života. Aktivně se věnoval sborovému zpěvu, v roce 1926 byl zvolen předsedou Nejvyšší rady Svazu polských pěveckých spolků, tuto funkci zastával až do konce svého života. Od května 1929 působil jako prezident Národní vzdělávací společnosti a předsedal výboru pro stavbu Chopinova pomníku ve Varšavě, který byl odhalen 14. listopadu 1926 v parku Łazienki. Za okupace, poté co byly zavřeny vysoké školy, přednášel v tajných kurzech. Byl hledaný gestapem a musel se skrývat. Po válce se věnoval vědecké činnosti a vedl katedru zeměměřictví na Varšavské technické univerzitě.